# Stygocyathura numeae
Stygocyathura numeae är en kräftdjursart som först beskrevs av Johann-Wolfgang Wägele 1982.  Stygocyathura numeae ingår i släktet Stygocyathura och familjen Anthuridae. Inga underarter finns listade i Catalogue of Life.